# دعفوص السنغال
دُعفُوص السنغال أو غَلَغُو السنغال نوع من جنس الدعفوص وهي رئيسيات رامسة في فصيلة الغلغوات.
يتكاثر دعفوص السنغال مرتين في السنة في بداية هطول الأمطار (نوفمبر) ونهايتها (فبراير). يُسافد الذكر عدة إناث والإناث تربي صغارها في أعشاش مصنوعة من الأوراق. تضع الإناث حيوانًا أو اثنان في الحمل وتراوح مدة الحمل من 110 إلى 120 يومًا. يولد الصغار بعيون نصف مغلقة غير قادرين على الحركة تحركًا مستقلًا. بعد أيام قليلة تحمل الأم الرضيع في فمها وتتركه على أغصان مناسبة أثناء الرضاعة.
الإناث البالغات تحافظ على أرضيهن لكن يشاركنها مع ذريتهن. يترك الذكور أراضي أمهاتهم بعد البلوغ، ولكن تبقى الإناث، وتشكل مجموعات اجتماعية تتكون من إناث وثيق الصلة وصغارها غير الناضجين. يحتفظ الذكور البالغون بمناطق منفصلة تتداخل مع تلك الخاصة بالمجموعات الاجتماعية للإناث. يُسافد الذكر جميع الإناث في المنطقة. الذكور الذين لم ينشئوا مثل هذه المناطق يشكلون أحيانًا مجموعات عزاب صغيرة.
يتواصل هذا الدعفوص من خلال الاتصال ببعضهم البعض وعن طريق تحديد مساراتهم ببولهم . يستخدم أعضاء المجموعة دعوة خاصة في الليل للتجمع ويتجمعون للنوم في عش مصنوع من أوراق الشجر، أو في مجموعة من الفروع، أو في حفرة في شجرة.